# Würfel (Heraldik)
Der Würfel, genauer der Spielwürfel, ist in der Heraldik eine gemeine Figur.
Dargestellt wird ein Würfel mit Punkten (Augen) auf der Seite als Unterschied zur Wappenfigur Kantenwürfel. Im Wappenschild oder Feld können bis zu drei dieser Figur nach den heraldischen Regeln angeordnet werden. Meist wird der Würfel, nicht zwingend, über Eck gestellt, also mit einer Ecke zum Schildfuß zeigend. Eine Abweichung sollte gemeldet werden. Die sichtbaren Augen haben aber keine besondere Symbolik. Die räumliche Darstellung gilt eigentlich als unheraldisch, aber Gert Oswald (Lexikon der Heraldik) bevorzugt zur Unterscheidung vom Heroldsbild die dreidimensionale Form des Würfels. Alle heraldischen Tinkturen sind möglich. 
Für eine recht frühe Verwendung (Anfang 14. Jahrhundert) als Wappenfigur ist eine Darstellung in der Manessischen Liederhandschrift, 257v von Stadegge (Rudolf II. von Stadeck). Hier sind drei Würfel (2:1) im roten Wappen gestellt und einer ist als mit Pfauenfedern bestecktes Schirmbrett im Oberwappen.
Der Würfel eignet sich auch als Wappenfigur für redende Wappen, so bei Namen mit Würfel, Würfflein und Würffel.
Bei der Blasonierung kann es sinnvoll sein, die Figur als Spielwürfel zu beschreiben. Eine Verwechslung ist aber auszuschließen, wenn nur die Augen dargestellt werden.

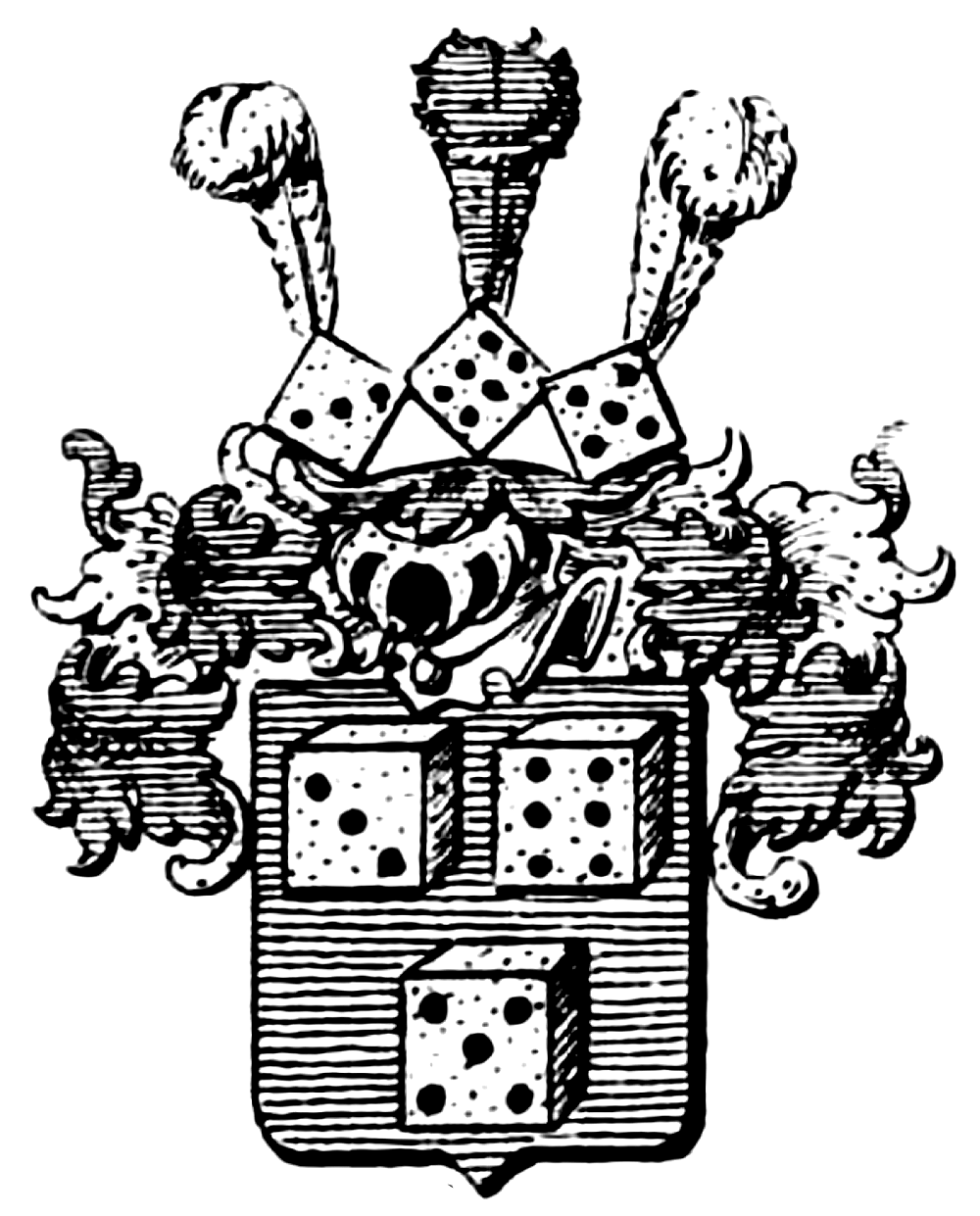
Billerbeck (niedersächsisch-pommersches Adelsgeschlecht)
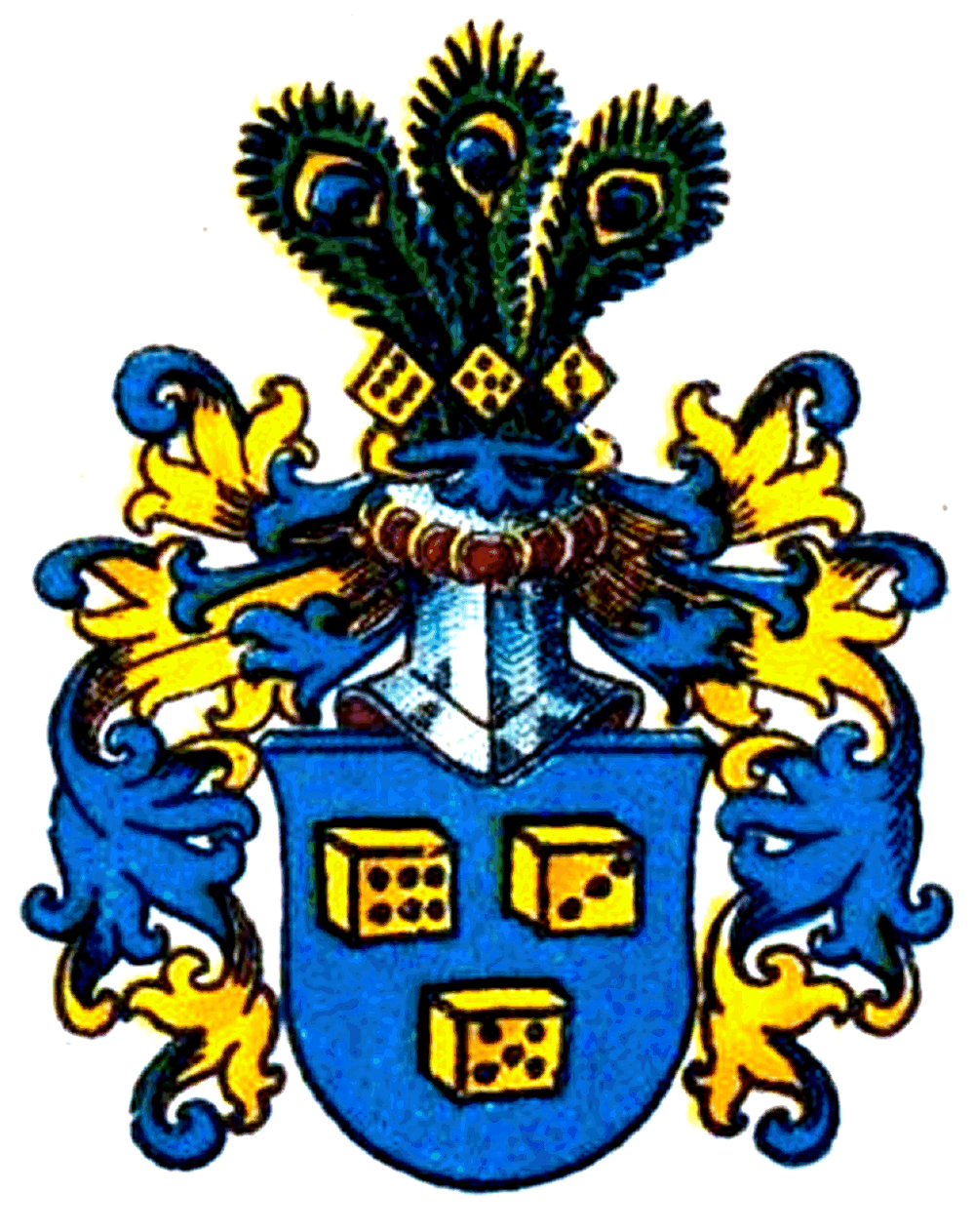
Billerbeck
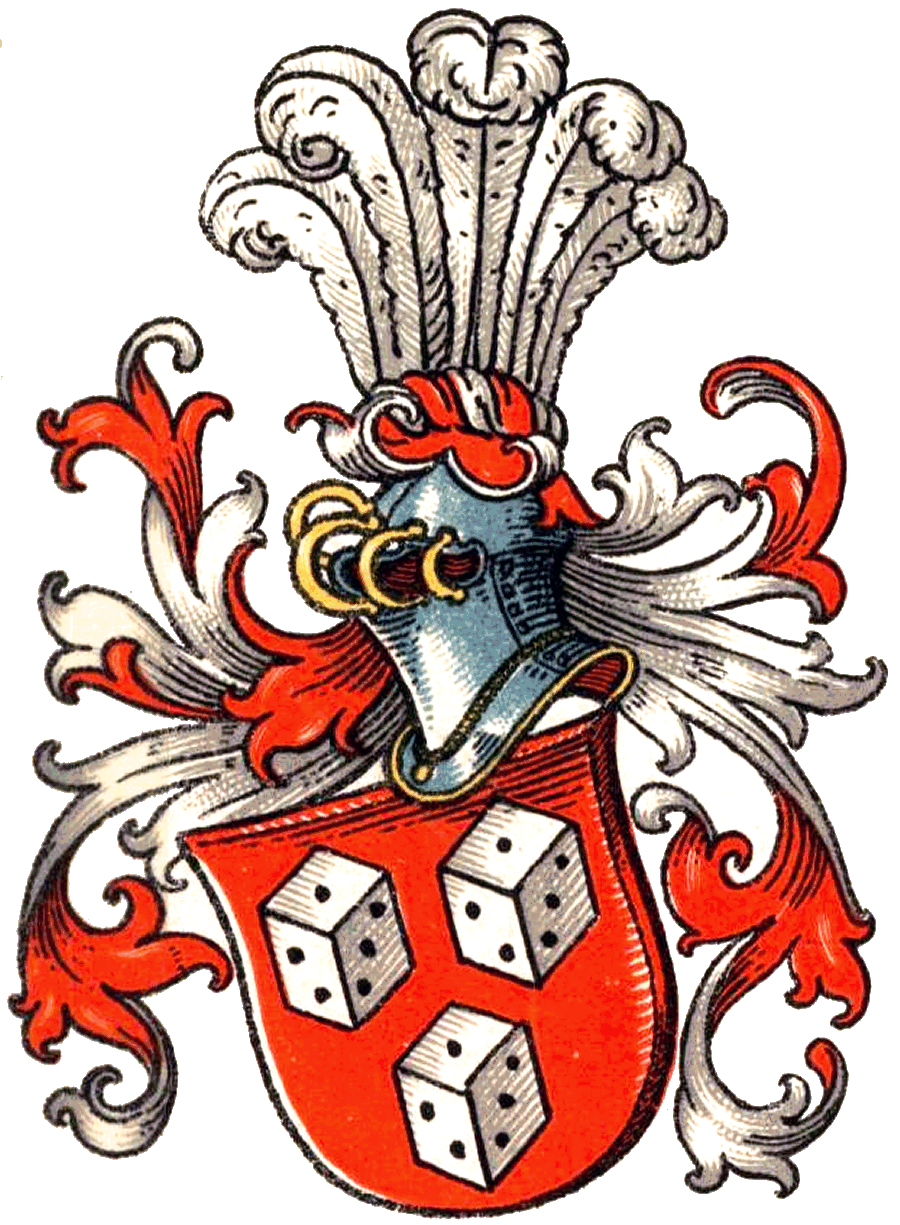
Werpup, ein westfälisches Adelsgeschlecht
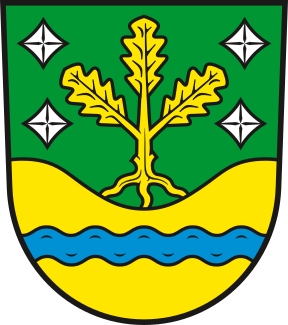
Kabelsketal (Sachsen-Anhalt)
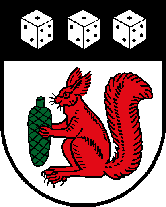
Pfaffing (Oberösterreich)
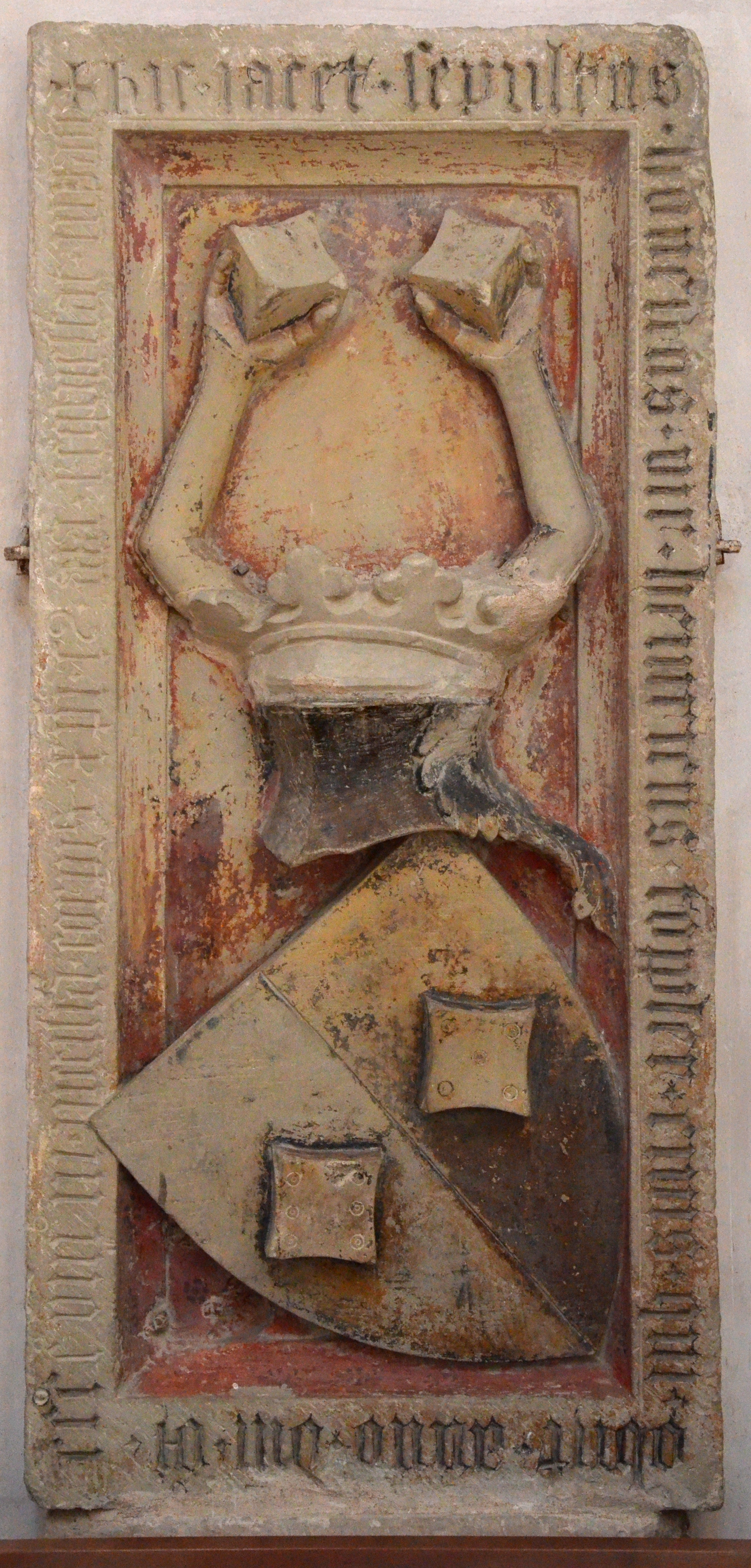
Grabplatte des Bürgermeisters von Rothenburg ob der Tauber Heinrich Toppler
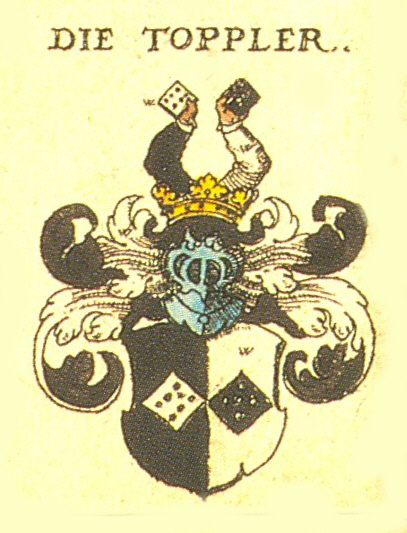
Wappen der Nürnberger und Bamberger Patrizierfamilie Toppler (nach Siebmacher)
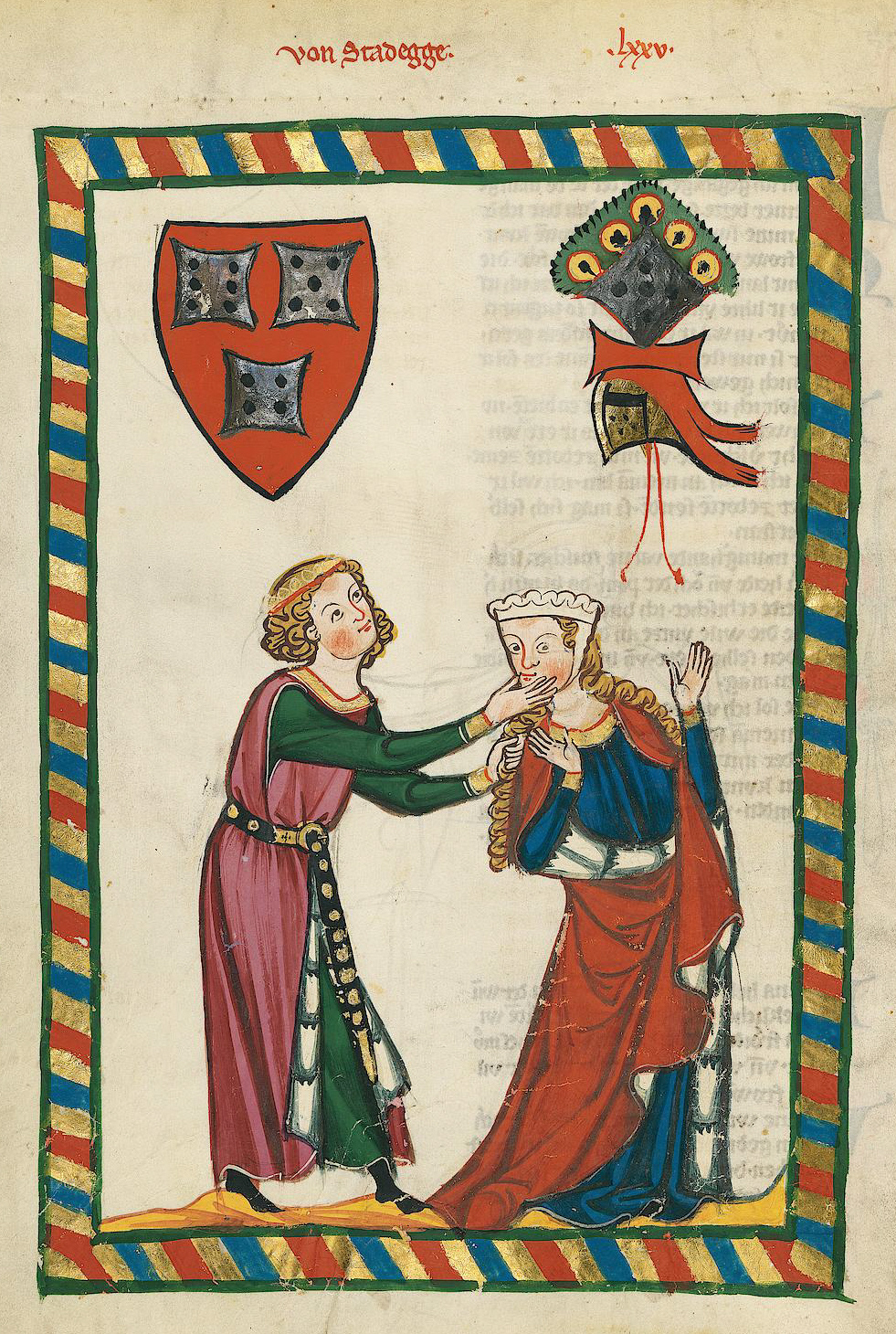
Manessische Liederhandschrift, 257v von Stadegge (Rudolf II. von Stadeck)